# The Flute
The Flute é uma canção da cantora, compositora e modelo franco-israelense Petite Meller, lançada em 19 de agosto de 2016 como o sexto single de seu álbum de estréia, Lil Empire (2016).

## Vídeo musical
O vídeo de "The Flute" estreiou exclusivamente no site da NME em 18 de agosto de 2016 e foi publicado no dia seguinte no canal do Youtube de Meller. O vídeo foi gravado na Mongólia e apresenta Meller junta com varios membros de uma tribo nômade mongol, incluindo crianças com as bochechas naturalmente coradas, parecidas com as de Meller (embora as de Meller sejam o resultado de maquiagem).
Em entrevista a NME, Meller descreveu a razão pela qual escolheu a Mongólia para a gravação do vídeo: "Eu me lembro quando criança de ter visto a foto de uma garota mongol corada e senti uma extranha conexão." Ela continua: "As filmagens começaram após uma viagem de 13 horas pelo país e um passeio a cavalo para chegar aos Nômades do Norte, as garotas com um corar natural, os caras do sumô e as renas. Não tínhamos wi-fi, nem sinal de telefone, apenas lindos animais e grama sem fim."
Meller também aparece excentricamente vestida com roupas fornecidas pela Academia Real de Belas-Artes de Antuérpia.

## Faixas e formatos
Download digital e streaming – Digital Farm Animals Remix
1. "The Flute" (Digital Farm Animals Remix) – 3:15

Download digital e streaming – Dom Zilla Remix
1. "The Flute" (Dom Zilla Remix) – 4:33